# عقد شفوي
العقد الشفوي هو عقد تم الاتفاق على شروطه من خلال التواصل المنطوق. هذا على العكس العقد المكتوب، حيث يكون العقد عبارة عن وثيقة مكتوبة. فقد يكون هناك وثيقة، أو دليل مادي آخر، على عقد شفوي - على سبيل المثال حيث يكتب الطرفان ما اتفقوا عليه - ولكن العقد نفسه ليس عقدًا مكتوبًا.
في العموم، تعتبر العقود الشفوية صالحة تمامًا مثل تلك المكتوبة، ولكن بعض التشريعات تتطلب أن يكون العقد كتابيًا في ظروف معينة (على سبيل المثال حيث يتم نقل الممتلكات العقارية)، أو أن يتم إثبات العقد كتابة على الرغم من أن العقد قد يكون شفوي. ( ومثال على ذلك هو اشتراط إثبات عقد الضمان كتابة، وهذا موجود في قانون منع الاحتيال).
تشبيها بذلك، قد تكون فترة التقادم المنصوص عليها لإجراء معين أقصر للعقد الشفوي مما هي في القعد المكتوب.
مصطلح العقد اللفظي احيانا يستخدم كمرادف للعقد الشفوي. ومع ذلك، بما أن المصطلح اللفظي يمكن أن يعني أيضًا مجرد استخدام الكلمات بالإضافة إلى استخدام الكلمات المنطوقة، فمصطلح العقد الشفوي يجب ان يتم تفضيله لتعظيم الوضوح المرغوب فيه .

## قضية تكساكو مقابل قضية بينزويل
قال صمويل غولدوين ، «العقد الشفوي جيد مثل الورقة التي كُتب عليها» ،  ولكن هذا ليس هو الحال في كثير من الأحيان. والغالبية العظمى من المعاملات بين الأفراد وبين الناس والشركات التجارية هي في الواقع تنفيذ عقود شفوية. والعقود الشفوية عندما يتم إبرامها بالشكل الصحيح قبل الشهود.تكون ملزمة ( على سبيل المثال، في عام 1984 ، بعد بيع Getty Oil إلى Pennzoil في صفقة مصافحة، وهي ملزمة قانونًا بموجب قانون نيويورك، قدمت تكساكو عرضًا أعلى، وتم بيع الشركة إلى Texaco. (وعلى الرغم من أن القضية تمت محاكمتها في تكساس، ولكن قانون نيويورك تم تطبيقه.) قدم بينزويل دعوى قضائية تدعي التدخل العنيف في العقد الشفوي، والتي أيدتها المحكمة وحصلت على تعويضات عطل وضرر بقيمة 11.1 مليار دولار، ثم خفضت لاحقًا إلى 9.1 مليار دولار (لكنها زادت مرة أخرى بفائدة وعقوبات).